# Trấn Vũ
Trấn Vũ (hay Trấn Võ, Chân Vũ, Chấp Minh (執明)) là thần tượng trưng cho sao Bắc cực, thống trị phương Bắc, quản lý các loài thủy tộc trong tín ngưỡng Đạo giáo.